# دهه ۱۹۴۰ (میلادی)

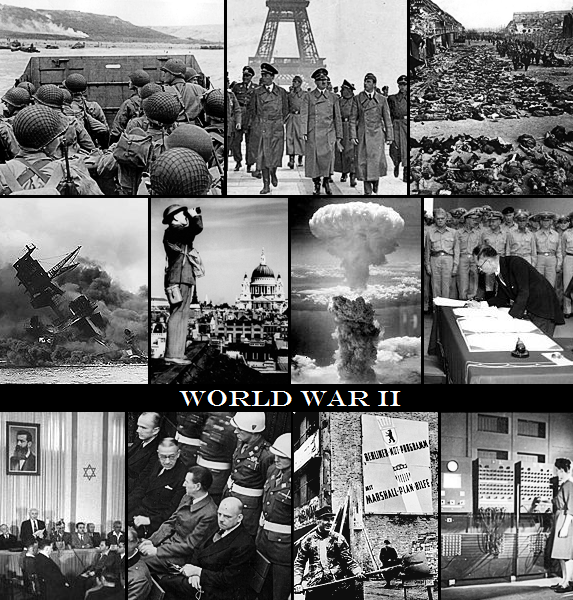

دهه ۱۹۴۰ میلادی در گاه‌شماری میلادی به بخشی از تاریخ گفته می‌شود که از سال ۱۹۴۰ میلادی آغاز شد و تا سال ۱۹۴۹ میلادی ادامه داشت.

## رویدادها
- ۱۹۴۱ - تهاجم آلمان به شوروی در طی عملیات بارباروسا

‎

## نگارخانه

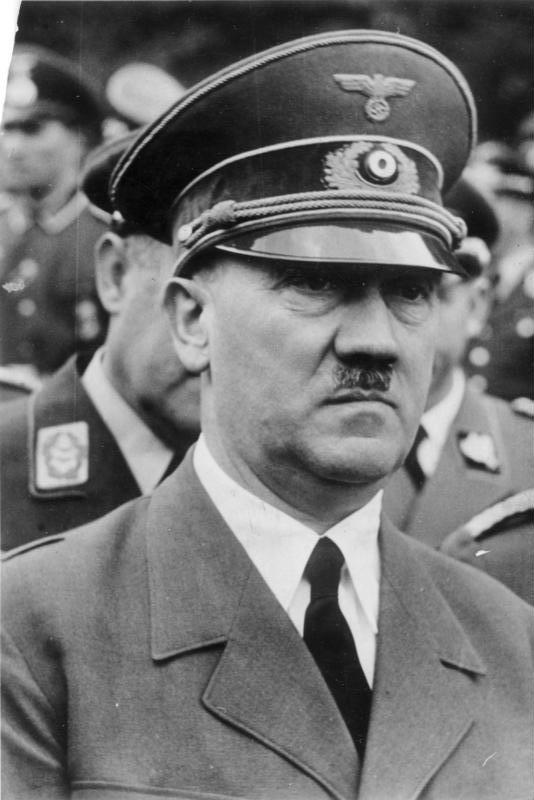
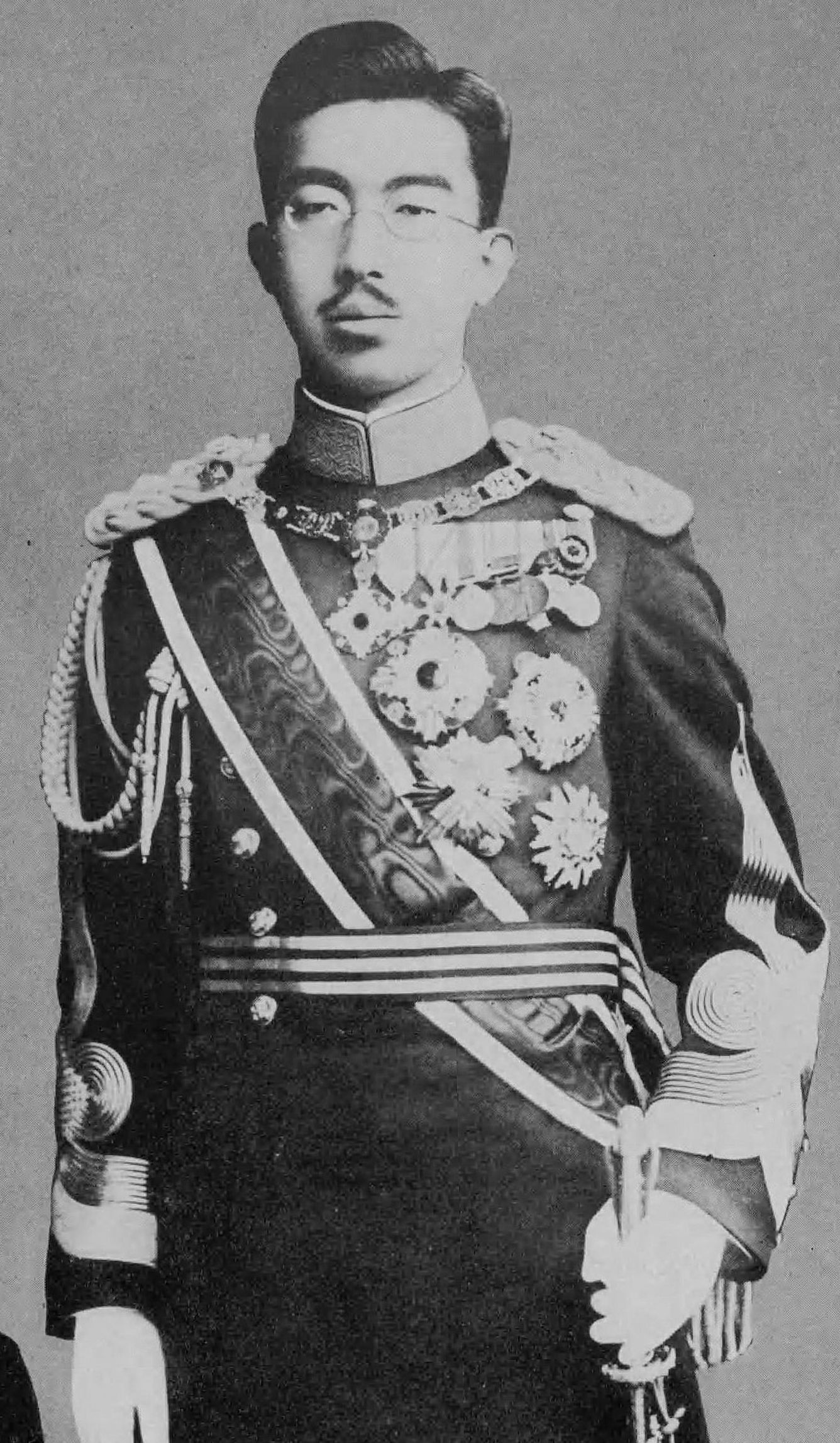
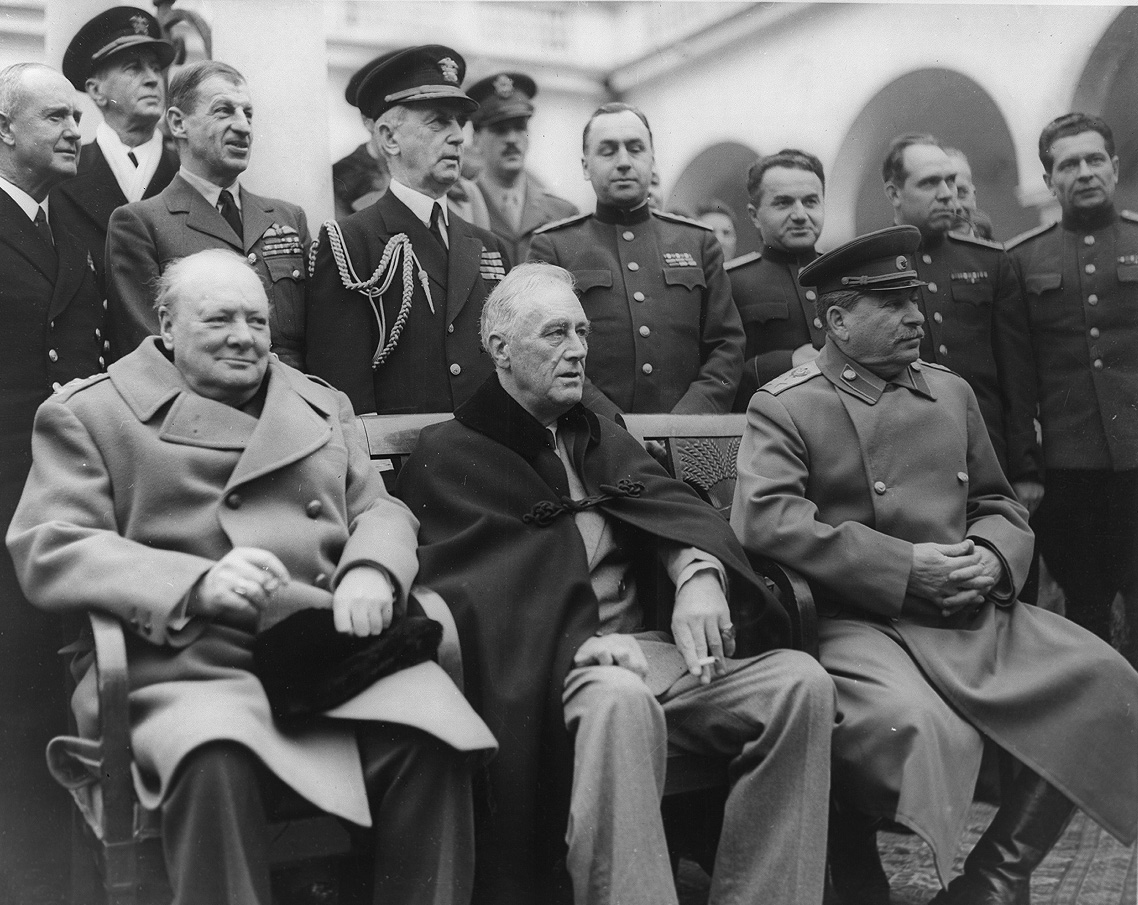